# Печіночники
Печі́ночники (Marchantiophyta або Hepaticopsida) — організми, що належать до вищих не судинних рослин, але не мають почленування тіла на вегетативні органи. Вегетативне тіло у вигляді талому. Талом дихотомічно галузиться. Зверху помітна центральна жилка, на наростаючих таломах у виїмках містяться точки росту. За рахунок поділу їх клітин у чоловічих таломів формуються антеридіофори, а в жіночих — архегоніофори. Органи статевого розмноження — багатоклітинні антеридії та архегонії. Вегетативне розмноження відбувається за допомогою вивідкових бруньок і вегетативними частинами.

## Класифікація
Клас Haplomitriopsida Stotler & Crand.-Stotl.
- Порядок Treubiales
- Порядок Calobryales

Клас Маршанціопсиди (Marchantiopsida) Stotler & Stotl.-Crand.
- Порядок Blasiales
- Порядок Sphaerocarpales
- Порядок Neohodgsoniales
- Порядок Lunulariales
- Порядок Marchantiales

Клас Юнгерманіопсиди (Jungermanniopsida) Stotler & Stotl.-Crand.
- Порядок Pelliales
- Порядок Fossombroniales
- Порядок Metzgeriales
- Порядок Jungermanniales